# Massimo Ranieri
Massimo Ranieri (je umjetničko ime Giovannia Calonea), je talijanski pjevač, filmski i kazališni glumac, i televizijski showman. Rođen je u Napulju (u kvartu Santa Lucia) 3. svibnja, 1951.
On je jedan od najpopularnijih talijanskih izvođača lake glazbe, u posljednjih 30 godina. Pozornost publike svratio je na sebe pobijedivši na Canzonissimi (natjecanju lake glazbe) 1970. i 1972. s pjesmama; L'Amore è un attimo i Chi sarà. Predstavljao je Italiju na Pjesmi Eurovizije 1971. (zauzeo je 5 mjesto sa L'amore è un attimo), i 1973. (osvojivši 13 mjesto sa - Chi sarà con te). Pobijedio je na Festivalu Sanremo, pjesmom - Perdere l'amore, koja je postala i jedna od njekovih najvećih uspješnica.
Od sedamdesetih je stalno prisutan na talijanskoj televiziji, kao voditelj ili pjevač. 1970., debitirao je na filmu redatelja Maura Bologninia - Metello, od tada ga stalno angažiraju na filmu i brojnim kazalištima. 
Danas njegov CD, Oggi e dimane - s vlastitim obradama izvornih napoletanskih pjesama, odsviranim na sjevernoafričkim glazbalima - postiže značajan prijam kod talijanske publike.
- Njegova najpopularnija ploča je vjerojatno - Rose rosse, s pjesmama Rose rosse i Quando l'amore diventa poesia koja je u više verzija prepjevana i na hrvatski jezik.

## Životopis
Rođen je u siromašnoj napoletanskoj obitelji, kao četvrto dijete od njih osmoro, morao je već zarana zarađivati za život. Tako je i pjevao na prigodičarskim ceremonijama za novce. 1964. njegov talent uočili su Gianni Aterrano i Sergio Bruni, koji su mu dali umjetničko ime Gianni Rock i poslali ga u New York, gdje je prvi put nastupio na pozornici. Od 1966. nastupa pod imenom - Massimo Ranieri (Canzonissima).

## Vanjske poveznice
- Službene stranice